# Tjavelgjaure
Tjavelgjaure är en sjö i Arjeplogs kommun i Lappland och ingår i Skellefteälvens huvudavrinningsområde. Sjön har en area på 0,307 kvadratkilometer och ligger 516,2 meter över havet.

## Delavrinningsområde
Tjavelgjaure ingår i det delavrinningsområde (734980-156174) som SMHI kallar för Utloppet av Bajeb Jutas. Medelhöjden är 486 meter över havet och ytan är 27,31 kvadratkilometer. Räknas de 16 avrinningsområdena uppströms in blir den ackumulerade arean 203,82 kvadratkilometer. Bieljaurjåkkå som avvattnar avrinningsområdet har biflödesordning 2, vilket innebär att vattnet flödar genom totalt 2 vattendrag innan det når havet efter 293 kilometer. Avrinningsområdet består mestadels av skog (74 procent) och sankmarker (12 procent). Avrinningsområdet har 3,49 kvadratkilometer vattenytor vilket ger det en sjöprocent på 12,8 procent.